# Koprivsjtitsa
Koprivsjtitsa (Bulgaars: Копривщица) is een klein stadje en gemeente in de oblast Sofia in Centraal-Bulgarije. Op 31 december 2018 telde het stadje 2.046 inwoners, een daling vergeleken met 2.410 inwoners in 2011. 
Sinds 1965 vindt het Nationaal Festival van Bulgaarse Folklore ongeveer elke vijf jaar plaats in Koprivsjtitsa, waar muzikanten, kunstenaars en ambachtslieden uit heel Bulgarije samenkomen. Met duizenden optredende artiesten in een landelijke omgeving in de heuvels boven de stad, is het Koprivsjtitsa-festival het enige belangrijke Bulgaarse muziekevenement dat zich richt op amateuroptredens. De meeste authentieke Bulgaarse dorpsmuziekplaten die tijdens het communistische bewind zijn uitgebracht, zijn in Koprivsjtitsa opgenomen door Balkanton in de jaren 70 en 80.

## Ligging
De stad ligt in de Sredna Gora aan de rivier de Topolnitsa (Тополница), 111 kilometer ten oosten van de Bulgaarse hoofdstad Sofia.

## Geschiedenis
Het gebied van Koprivsjtitsa wordt al sinds het einde van de 14e eeuw bewoond. Meerdere keren werd het toenmalige dorp verwoest door rovers (1793, 1804, 1809) en herbouwd door de inwoners.
In Koprivsjtitsa werd het eerste schot van de Aprilopstand geschoten: de opstand van het Bulgaarse volk tegen de Ottomaanse heerschappij.

## Bevolking
Op 31 december 2018 telde de stad 2.046 inwoners, een daling vergeleken met 2.410 inwoners in 2011 en 2.669 inwoners in 2001. Volgens de volkstelling van 2011 bestaat de bevolking hoofdzakelijk uit etnische Bulgaren (2.283 personen, ofwel ~97,6%). Verder werden er 44 Roma-zigeuners geteld (~1,9%) en 3 etnische Turken.

#### Religie
De grootste religie in het gebied is het christendom. Ongeveer 86% van de bevolking behoort tot de Bulgaars-Orthodoxe Kerk. Verder leven er kleine groepen protestanten, katholieken en mensen zonder religie.

## Transport
Vanaf Koprivsjtitsa zijn er busdiensten naar Sofia en Plovdiv. Het treinstation ligt ongeveer 9 km buiten de stad, maar er zijn busdiensten vanaf het treinstation naar de stad.